# التصنيف الدولي لاضطرابات الصداع
يحدث الصداع بأشكال وأحجام مختلفة. قد تكون النوبات عرضية، لكن بعض الأشخاص يصابون بالصداع كل يوم. بالإضافة إلى ذلك، ثمة أعراض مثل الغثيان قد ترافق أو لا ترافق ألم الرأس. استناداً إلى سنوات من الخبرة المشتركة في الممارسة والأبحاث الطبية، تعرّف الاختصاصيون إلى أشكال الصداع المختلفة وصنفوا مختلف أنواع الصداع ضمن نظام مفهوم. والواقع أن هذا التصنيف هو أساس التشخيص السريري.

## تصنيف أنواع الصداع
بذلت الجمعية الدولية للصداع (IHS) جهداً لتصنيف وتعريف مختلف أنواع الصداع وذلك في الثمانينات من القرن العشرين. وقد جمعت هذه الجمعية اختصاصيي الصداع من كل أنحاء العالم لمساعدتها في إنشاء التصنيف الدولي للصداع. وتم نشر تصنيف منقح عام 2003. يعتبر هذا النظام المعيار الذهبي لوصف أنواع الصداع وهو يستخدم في الأبحاث كما في بعض حالات الممارسة السريرية.
يوزع هذا التصنيف كل أنواع الصداع إلى 14 مجموعة أساسية. يطلق على المجموعات 1 إلى 4 اسم أنواع الصداع الأساسية، استناداً إلى علاماتها وأعراضها. أما المجموعات 5 إلى 12 فتعرف بأنواع الصداع الثانوية، وقد تم تصنيفها وفقاً لأسبابها المختلفة. وأخيراً، تضم المجموعتان 13 و 14 أشكالاً من الآلام العصبية – ألم مرتبط بالألياف العصبية – وألم الوجه إضافة إلى أشكال نادرة من الصداع لا ترتبط بالمجموعات السابقة.
وتتوزع كل مجموعة صداع إلى أنواع وأنواع فرعية. وثمة شرح مرافق لكل نوع صداع إضافة إلى لائحة من المعايير، بلغة دقيقة وغير غامضة، يحتاجها الطبيب لإجراء التشخيص. وقد تم تعيين الأسماء الموجودة في كل مستوى من نظام التصنيف – مجموعة ونوع ونوع فرعي – برقم أو رمز، يشير إلى مكان انتماء كل صداع محدد ضمن هذا النظام. بهذه الطريقة، تم تحديد مختلف أنواع الصداع العديدة بشكل واضح.

## مجموعات الصداع الرئيسية وفق التصنيف الدولي لاضطرابات الصداع

### اضطرابات الصداع الأساسية
1. صداع الشقيقة
2. صداع التوتر
3. الصداع العنقودي وآلام الرأس المستقلة المثلثة التوائم
4. أنواع أخرى من الصداع الأساسي

### اضطرابات الصداع الثانوية
1. الصداع المرتبط بضربة على الرأس والعنق
2. الصداع المرتبط باضطراب وعائي في الجمجمة أو العنق
3. الصداع المرتبط باضطراب غير وعائي داخل الجمجمة
4. الصداع المرتبط بمادة أو بالتوقف عنها
5. الصداع المرتبط بالالتهاب
6. الصداع المرتبط باضطراب الاستقرار المتجانس
7. الصداع أو ألم الوجه المرتبط باضطراب في الجمجمة أو العنق أو العينين أو الأذنين أو الأنف أو الجيوب الأنفية أو الأسنان أو الفم أو بنى أخرى في الوجه أو الجمجمة.
8. الصداع المرتبط باضطراب نفسي
9. آلام الأعصاب الجمجمية وآلام الوجه الرئيسية وأنواع أخرى من الصداع
10. آلام الأعصاب الجمجمية والأسباب الأخرى الأساسية لألم الوجه
11. أنواع أخرى من الصداع وآلام الأعصاب الجمجمية وألم الوجه المركزي أو الأساسي

## نظام تصنيف الصداع
إنه يوفر مصطلحات شائعة يمكن أن يستعملها الأطباء والباحثون حول العالم، بصرف النظر عن طبيعة اختصاصهم ومكان عملهم ولغتهم المستخدمة. كما أن لائحة المعايير الخاصة المرافقة لكل نوع من الصداع تجعل التشخيصات موحدة ومفهومة عالمياً. وقد جرى تطوير العديد من العلاجات للصداع استناداً إلى هذا التصنيف. بالإضافة إلى ذلك، يمكن أن يساعدك النظام في فهم صداعك ووصف العلامات والأعراض التي تعاني منها.

### أنواع الصداع الأساسية
إن أنواع الصداع الأساسية هي تلك التي لا تنجم عن مشاكل صحية كامنة. فما من مصدر واضح للألم. والمؤسف أن أغلبية أنواع الصداع التي يعاني منها الناس هي أنواع أساسية. ورغم أن أسبابها غير مفهومة جيداً، يبدو أن هناك ميلاً لتطوير بعضها. والمجموعات الأربعة الرئيسية لأنواع الصداع الأساسية هي:

#### صداع الشقيقة
يمتاز صداع الشقيقة بألم معتدل إلى وخيم. واللافت أن 60 في المئة تقريباً من المصابين بصداع الشقيقة يواجهون الألم في جهة واحدة من الرأس، فيما يعاني ال 40 في المئة الآخرون من الألم في جهتيّ الرأس. وقد يدوم صداع الشقيقة عند الشخص الراشد بين 4 ساعات و72 ساعة، لكن تواتر النوبات يختلف بين فرد وآخر. فقد يعاني بعض الأشخاص من نوبة الشقيقة مرتين كل سنة، فيما يعاني منها أشخاص آخرون مرات عدة خلال الشهر الواحد.
وألم الرأس هو في أغلب الأحيان جزء مما يعرف بالمركّب المتعدد الأعراض، لأن أعراضاً أخرى قد تكون موجودة أيضاً خلال صداع الشقيقة مثل الغثيان والحساسية للضوء والصوت. ويشعر بعض المرضى بحسّ شخصي يسبق النوبة. وهذا الحس الشخصي هو مجموعة من المشاعر تشمل بقعاً سوداء وأضواءً براقة في المجال البصري، إضافة إلى الدوار والخدر أو الإحساس بالوخز.

#### صداع التوتر
هذا الصداع هو الأكثر شيوعاً بين أشكال الصداع الأساسية. وهو يولّد عادة ألماً كليلاً، وضيقاً أو ضغطاً في الجبين وفروة الرأس أو في الجهة الخلفية للعنق. وقد يحدث صداع التوتر بين الحين والآخر أو بشكل يومي تقريباً. ويمكن أن تدوم النوبة الواحدة بين 30 دقيقة وأسبوع كامل.
وإذا كانت النوبات متواترة بأكثر من 15 يوماً في الشهر لمدة ثلاثة أشهر على الأقل، يعتبر هذا الشكل مزمناً. يعاني بعض الأشخاص من صداع يكشف عن مزايا صداع الشقيقة وصداع التوتر في الوقت نفسه. ويطلق أحياناً على هذا الصداع اسم الصداع المشترك أو صداع الشقيقة والتوتر.

#### الصداع العنقودي
يمتاز هذا الصداع الأساسي بألم وخيم وحاد داخل عين واحدة وحولها أو في جهة واحدة من رأسك. تحدث سلسلة من هذه الأوجاع الكثيفة في مجموعات عنقودية من النوبات – ومن هنا جاء الاسم. يمكن أن يحدث الصداع العنقودي كل يوم على مدى أيام أو أسابيع أو أشهر دفعة واحدة ثم يختفي تماماً لأشهر أو حتى لسنوات. وتزداد حدة الألم مبدئياً خلال 5 إلى 10 دقائق لتصل إلى الذروة التي قد تدوم من 15 دقيقة إلى ثلاث ساعات.

### أنواع أخرى من الصداع الأساسي
تتألف هذه المجموعة من أشكال مختلفة من الصداع الأساسي لا تنطبق على المجموعات الثلاث السابقة. والعديد من هذه الأنواع هي أشكال صداع قصيرة الأمد لها علامات وأعراض مميزة. من الأمثلة على ذلك نذكر الصداع الناجم عن السعال أو العطاس أو التمارين الجسدية المطولة. وثمة أنواع أخرى تشمل الصداع المعروف بصداع الرعد وكذلك صداع النوم الذي يصيب مبدئياً الكبار في السن.

### أنواع الصداع الثانوية
يطلق على أنواع الصداع التي تعتبر عارضاً لمرض أو حالة أخرى اسم الصداع الثانوي. فألم الرأس ليس المشكلة الرئيسية وإنما نتيجة للمشكلة الرئيسية. وتتوزع أنواع الصداع الثانوية على ثماني مجموعات أساسية، وفقاً للأسباب المختلفة. تم ذكر هذه المجموعات فيما يلي – ولكن تذكر دوماً أن هناك مئات الأسباب الأخرى لأنواع الصداع الثانوية.
1. ضربة على الرأس أو العنق. يمكن أن يكون الصداع نتيجة ضربة خفيفة إلى معتدلة على الرأس أو العنق أو إصابة فيهما، حتى لو لم يحدث أي فقدان للوعي. ويعتبر الوثء العنقي الذي يلي حادث السيارة مثلاً نموذجياً على هذا النوع من الإصابة.
2. الاضطرابات الوعائية في الجمجمة. إن اضطرابات الأوعية الدموية التي قد تسبب الصداع تشمل السكتة، وارتفاع ضغط الدم، والتهاب الشرايين أو تمزق الأوعية الدموية في الأغشية بين الجمجمة والدماغ.
3. الاضطرابات غير الوعائية في الجمجمة. يمكن أن ينجم الصداع عن ضغط غير اعتيادي في نسيج الدماغ نتيجة أورام أو زيادة في ضغط السائل المخي الشوكي (السائل الذي يحيط بدماغك ويحميه).
4. إساءة استعمال مواد مثل العقاقير أو التبغ. نعرف جميعاً خصائص التبغ والكحول المسببة للإدمان. وفي بعض الأحيان، قد يعاني الأشخاص الذين يفرطون في استعمال مسكنات الألم للصداع من الصداع بسبب الأدوية المسكنة لألمهم (صداع ارتدادي).
5. الالتهابات الفيروسية والجرثومية. هناك العديد من الالتهابات داخل الجمجمة، مثل التهاب السحايا والتهاب الدماغ، التي قد تسبب الصداع. والواقع أن الصداع هو أحد أول الأعراض التي تظهر. وفي الالتهابات الجهازية، التي تصيب الجسم عموماً، يكون الصداع موجوداً غالباً وإنما على نحو أقل وضوحاً. وتعتبر الإنفلونزا مثلاً شائعاً على الالتهاب الجهازي.
6. اضطرابات الاستقرار المتجانس. ثمة عمليات تبقي الأشياء الفيزيولوجية، مثل حرارة الجسم، مستقرة نوعاً ما أو في حالة من الاستقرار المتجانس. وبات معروفاً أن الاضطرابات التي تعيق هذه العمليات تسبب الصداع. وهي تشمل مشاكل في الغدة الدرقية التي تساعد على تنظيم النمو ونقص الأوكسيجين الحاصل في المرتفعات العالية.
7. اضطرابات العنق، والعينين، والأذنين، والأنف، والجيوب الأنفية، والأسنان والبنى الأخرى في الجمجمة. قد يكون الصداع مرافقاً، ولكن ليس بالضرورة النتيجة المباشرة، لاضطراب في بنية محددة من الجمجمة. وثمة مثل على ذلك هو الصداع المرتبط بمرض المفصل الفكي الصدغي حيث يقع الخلل في المفصل الذي يربط بين الفك السفلي والجمجمة.
8. الاضطرابات النفسية. قد يرتبط الصداع، وإن في حالات نادرة، بمشاكل نفسية مثل اضطراب تجسيد الاختبارات النفسية، حيث تتحول الحالة العقلية إلى عارض جسدي واضطراب هوسي منطوٍ على اعتقادات راسخة لا أساس لها من الصحة.

تختفي أنواع الصداع الثانوية عادة عند معالجة المشكلة الرئيسية. وتختلف المعالجة حسب نوع المشكلة الطبية التي تعاني منها.

## آلام الأعصاب الجمجمية وآلام الوجه الرئيسية وأنواع أخرى من الصداع
قد ينجم الألم في العنق أو الوجه عن أعصاب معرضة للضغط أو الإصابة الجسدية أو معرضة للبرد أو أشكال أخرى من التهيج. وهناك 12 زوجاً من الأعصاب الجمجمية النابعة من الدماغ والممتدة إلى الوجه والعنق وأنحاء أخرى من الجسم. يتولى العصب المثلث التوائم، وهو الخامس في الأزواج الإثني عشر، نقل الأحاسيس من وجهك إلى دماغك. لذا، فإن الخلل في الوظيفة العادية للعصب المثلث التوائم قد يسبب ألماً معروفاً بألم الأعصاب المثلث التوائم.
يعتبر نظام تصنيف أشكال الصداع المجموعة الأخيرة بمثابة المكان المتاح لإضافة الشروحات لما قد يكون أنواعاً جديدة وفريدة من الصداع. وتضم هذه المجموعة أيضاً أشكال الصداع غير المحددة التي جرى الإبلاغ عنها وإنما لا توجد ببساطة معلومات كافية للتمكن من تصنيفها.